# Javad Nekounam
Javad Nekounam (Perzisch: جواد نکونام; Ray, 7 september 1980) is een voormalig Iraans voetballer en voetbaltrainer die sinds 2019 trainer is van Foolad FC. Hij speelde als verdedigende middenvelder. In 2000 debuteerde hij in het Iraans voetbalelftal.

## Clubcarrière
Nekounam begon als jeugdspeler bij Saipa FC. Vervolgens speelde hij bij Pas Tehran FC, Al-Wahda FC en Sharjah SC. Na het Wereldkampioenschap voetbal 2006 werd Nekounam gecontracteerd door de Spaanse club CA Osasuna. De middenvelder speelde een goed eerste seizoen, maar door een gescheurde voorste kruisband miste hij het grootste deel van het seizoen 2007/2008. Hij kwam echter sterk terug. Met zijn passing en afstandschoten werd Nekounam een van de belangrijkere spelers bij Osasuna en in het seizoen 2008/2009 speelde hij bijna alle competitiewedstrijden, waarin de middenvelder acht doelpunten maakte. Vanaf dat seizoen had hij gezelschap van zijn landgenoot Masoud Shojaei, een aanvaller. In 2014 tekende hij in Koeweit bij Kuwait SC een contract voor vier maanden, een periode waarin hij uiteindelijk elfmaal aan spelen toekwam. In het seizoen 2013/14 kwam hij in Iran nog tot 1530 speelminuten (zeventien competitieduels, drie doelpunten).

## Interlandcarrière
Javad Nekounam maakte op 28 mei 2000 zijn debuut in het Iraans voetbalelftal in een wedstrijd op het West-Azië Cup tegen Syrië. In de 89e minuut verving hij Rasoul Khatibi. Zijn eerste interlanddoelpunt volgde drie jaar later op 1 februari 2003. In een vriendschappelijke interland tegen Denemarken maakte hij het enige doelpunt. Nekounam was basisspeler op het Wereldkampioenschap voetbal 2006, waar Iran strandde in de eerste ronde. In 2013 verzekerde hij zich met zijn land opnieuw voor een plaats op het mondiale toernooi in 2014.
| Interlands van Javad Nekounam voor Iran | Interlands van Javad Nekounam voor Iran | Interlands van Javad Nekounam voor Iran | Interlands van Javad Nekounam voor Iran | Interlands van Javad Nekounam voor Iran | Interlands van Javad Nekounam voor Iran | Interlands van Javad Nekounam voor Iran |
| №                                       | Datum                                   | Wedstrijd                               | Uitslag                                 | Soort wedstrijd                         | Doelpunten                              |                                         |
| Als speler bij PAS Tehran FC            | Als speler bij PAS Tehran FC            | Als speler bij PAS Tehran FC            | Als speler bij PAS Tehran FC            | Als speler bij PAS Tehran FC            | Als speler bij PAS Tehran FC            | Als speler bij PAS Tehran FC            |
| --------------------------------------- | --------------------------------------- | --------------------------------------- | --------------------------------------- | --------------------------------------- | --------------------------------------- | --------------------------------------- |
| 1.                                      | 28 mei 2000                             | Syrië – Iran                            | 0 – 1                                   | West-Azië Cup                           | 0                                       |                                         |
| 2.                                      | 2 juni 2000                             | Syrië – Iran                            | 0 – 1                                   | West-Azië Cup                           | 0                                       |                                         |
| 3.                                      | 7 juni 2000                             | Iran – Egypte                           | 1 – 1 (8 – 9 n.s.)                      | Vriendschappelijk                       | 0                                       |                                         |
| 4.                                      | 9 juni 2000                             | Iran – Macedonië                        | 3 – 1                                   | Vriendschappelijk                       | 0                                       |                                         |
| 5.                                      | 16 augustus 2000                        | Iran – Georgië                          | 2 – 1                                   | Vriendschappelijk                       | 0                                       |                                         |
| 6.                                      | 19 januari 2001                         | Iran – China                            | 4 – 0                                   | Vriendschappelijk                       | 0                                       |                                         |
| 7.                                      | 26 april 2001                           | Canada – Iran                           | 1 – 0                                   | Vriendschappelijk                       | 0                                       |                                         |
| 8.                                      | 15 augustus 2001                        | Slowakije – Iran                        | 3 – 4                                   | Vriendschappelijk                       | 0                                       |                                         |
| 9.                                      | 24 augustus 2001                        | Iran – Saoedi-Arabië                    | 2 – 0                                   | Kwalificatie WK 2002                    | 0                                       |                                         |
| 10.                                     | 1 september 2001                        | Thailand – Iran                         | 0 – 0                                   | Kwalificatie WK 2002                    | 0                                       |                                         |
| 11.                                     | 5 oktober 2001                          | Iran – Thailand                         | 1 – 0                                   | Kwalificatie WK 2002                    | 0                                       |                                         |
| 12.                                     | 12 oktober 2001                         | Iran – Irak                             | 2 – 1                                   | Kwalificatie WK 2002                    | 0                                       |                                         |
| 13.                                     | 19 oktober 2001                         | Bahrein – Iran                          | 3 – 1                                   | Kwalificatie WK 2002                    | 0                                       |                                         |
| 14.                                     | 25 oktober 2001                         | Iran – Verenigde Arabische Emiraten     | 1 – 0                                   | Kwalificatie WK 2002                    | 0                                       |                                         |
| 15.                                     | 31 oktober 2001                         | Verenigde Arabische Emiraten – Iran     | 1 – 3                                   | Kwalificatie WK 2002                    | 0                                       |                                         |
| 16.                                     | 6 februari 2002                         | Iran – Slowakije                        | 2 – 3                                   | Vriendschappelijk                       | 0                                       |                                         |
| 17.                                     | 3 maart 2002                            | Algerije – Iran                         | 0 – 0                                   | Vriendschappelijk                       | 0                                       |                                         |
| 18.                                     | 12 april 2002                           | Koeweit – Iran                          | 0 – 0                                   | Vriendschappelijk                       | 0                                       |                                         |
| 19.                                     | 30 mei 2002                             | Koeweit – Iran                          | 1 – 3                                   | Vriendschappelijk                       | 0                                       |                                         |
| 20.                                     | 11 augustus 2002                        | Iran – Azerbeidzjan                     | 1 – 1                                   | Vriendschappelijk                       | 0                                       |                                         |
| 21.                                     | 21 augustus 2002                        | Oekraïne – Iran                         | 0 – 1                                   | Vriendschappelijk                       | 0                                       |                                         |
| 22.                                     | 30 augustus 2002                        | Jordanië – Iran                         | 1 – 0                                   | West-Azië Cup                           | 0                                       |                                         |
| 23.                                     | 3 september 2002                        | Libanon – Iran                          | 0 – 2                                   | West-Azië Cup                           | 0                                       |                                         |
| 24.                                     | 5 september 2002                        | Irak – Iran                             | 0 – 0 (6 – 5 n.s.)                      | West-Azië Cup                           | 0                                       |                                         |
| 25.                                     | 7 september 2002                        | Syrië – Iran                            | 2 – 2 (2 – 4 n.s.)                      | West-Azië Cup                           | 0                                       |                                         |
| 26.                                     | 17 september 2002                       | Iran – Marokko                          | 1 – 1 (4 – 3 n.s.)                      | Vriendschappelijk                       | 0                                       |                                         |
| 27.                                     | 19 september 2002                       | Iran – Paraguay                         | 1 – 1 (4 – 3 n.s.)                      | Vriendschappelijk                       | 0                                       |                                         |
| 28.                                     | 1 februari 2003                         | Denemarken – Iran                       | 0 – 1                                   | Vriendschappelijk                       | 1                                       |                                         |
| 29.                                     | 4 februari 2003                         | Uruguay – Iran                          | 1 – 1                                   | Vriendschappelijk                       | 0                                       |                                         |
| 30.                                     | 30 mei 2003                             | Kameroen – Iran                         | 2 – 1                                   | Vriendschappelijk                       | 0                                       |                                         |
| 31.                                     | 13 augustus 2003                        | Iran – Irak                             | 0 – 1                                   | Vriendschappelijk                       | 0                                       |                                         |
| 32.                                     | 15 augustus 2003                        | Iran – Kameroen                         | 4 – 1                                   | Vriendschappelijk                       | 0                                       |                                         |
| 33.                                     | 20 augustus 2003                        | Wit-Rusland – Iran                      | 2 – 1                                   | Vriendschappelijk                       | 0                                       |                                         |
| 34.                                     | 5 september 2003                        | Iran – Jordanië                         | 4 – 1                                   | Kwalificatie Azië Cup 2004              | 0                                       |                                         |
| 35.                                     | 12 oktober 2003                         | Iran – Nieuw-Zeeland                    | 3 – 0                                   | Vriendschappelijk                       | 0                                       |                                         |
| 36.                                     | 27 oktober 2003                         | Noord-Korea – Iran                      | 1 – 3                                   | Kwalificatie Azië Cup 2004              | 0                                       |                                         |
| 37.                                     | 12 november 2003                        | Iran – Noord-Korea                      | 1 – 0                                   | Kwalificatie Azië Cup 2004              | 0                                       |                                         |
| 38.                                     | 19 november 2003                        | Libanon – Iran                          | 0 – 3                                   | Kwalificatie Azië Cup 2004              | 0                                       |                                         |
| 39.                                     | 28 november 2003                        | Iran – Libanon                          | 1 – 0                                   | Kwalificatie Azië Cup 2004              | 0                                       |                                         |
| 40.                                     | 2 december 2003                         | Koeweit – Iran                          | 3 – 1                                   | Kwalificatie Azië Cup 2004              | 0                                       |                                         |
| 41.                                     | 18 februari 2004                        | Iran – Qatar                            | 3 – 1                                   | Kwalificatie WK 2006                    | 0                                       |                                         |
| 42.                                     | 31 maart 2004                           | Laos – Iran                             | 0 – 7                                   | Kwalificatie WK 2006                    | 0                                       |                                         |
| 43.                                     | 9 juni 2004                             | Iran – Jordanië                         | 0 – 1                                   | Kwalificatie WK 2006                    | 0                                       |                                         |
| 44.                                     | 17 juni 2004                            | Iran – Libanon                          | 4 – 0                                   | West-Azië Cup                           | 1                                       |                                         |
| 45.                                     | 21 juni 2004                            | Iran – Syrië                            | 7 – 1                                   | West-Azië Cup                           | 0                                       |                                         |
| 46.                                     | 23 juni 2004                            | Iran – Irak                             | 2 – 1                                   | West-Azië Cup                           | 0                                       |                                         |
| 47.                                     | 25 juni 2004                            | Iran – Syrië                            | 4 – 1                                   | West-Azië Cup                           | 1                                       |                                         |
| 48.                                     | 20 juli 2004                            | Thailand – Iran                         | 0 – 3                                   | Azië Cup                                | 1                                       |                                         |
| 49.                                     | 24 juli 2004                            | Oman – Iran                             | 2 – 2                                   | Azië Cup                                | 0                                       |                                         |
| 50.                                     | 28 juli 2004                            | Japan – Iran                            | 0 – 0                                   | Azië Cup                                | 0                                       |                                         |
| 51.                                     | 31 juli 2004                            | Zuid-Korea – Japan                      | 3 – 4                                   | Azië Cup                                | 0                                       |                                         |
| 52.                                     | 3 augustus 2004                         | China – Iran                            | 1 – 1 (4 – 3 n.s.)                      | Azië Cup                                | 0                                       |                                         |
| 53.                                     | 6 augustus 2004                         | Bahrein – Iran                          | 2 – 4                                   | Azië Cup                                | 1                                       |                                         |
| 54.                                     | 8 september 2004                        | Jordanië – Iran                         | 0 – 2                                   | Kwalificatie WK 2006                    | 0                                       |                                         |
| 55.                                     | 9 oktober 2004                          | Iran – Duitsland                        | 0 – 2                                   | Vriendschappelijk                       | 0                                       |                                         |
| 56.                                     | 13 oktober 2004                         | Qatar – Iran                            | 2 – 3                                   | Kwalificatie WK 2006                    | 0                                       |                                         |
| 57.                                     | 17 november 2004                        | Iran – Laos                             | 7 – 0                                   | Kwalificatie WK 2006                    | 2                                       |                                         |
| 58.                                     | 18 december 2004                        | Iran – Panama                           | 1 – 0                                   | Vriendschappelijk                       | 0                                       |                                         |
| 59.                                     | 2 februari 2005                         | Iran – Bosnië en Herzegovina            | 2 – 1                                   | Vriendschappelijk                       | 0                                       |                                         |
| 60.                                     | 9 februari 2005                         | Bahrein – Iran                          | 0 – 0                                   | Kwalificatie WK 2006                    | 0                                       |                                         |
| 61.                                     | 25 maart 2005                           | Iran – Japan                            | 2 – 1                                   | Kwalificatie WK 2006                    | 0                                       |                                         |
| 62.                                     | 30 maart 2005                           | Noord-Korea – Iran                      | 0 – 2                                   | Kwalificatie WK 2006                    | 1                                       |                                         |
| 63.                                     | 29 mei 2005                             | Iran – Azerbeidzjan                     | 2 – 1                                   | Vriendschappelijk                       | 1                                       |                                         |
| 64.                                     | 3 juni 2005                             | Iran – Noord-Korea                      | 1 – 0                                   | Kwalificatie WK 2006                    | 0                                       |                                         |
| 65.                                     | 8 juni 2005                             | Iran – Bahrein                          | 1 – 0                                   | Kwalificatie WK 2006                    | 0                                       |                                         |
| Als speler bij Al-Wahda FC              |                                         |                                         |                                         |                                         |                                         |                                         |
| 66.                                     | 17 augustus 2005                        | Japan – Iran                            | 2 – 1                                   | Kwalificatie WK 2006                    | 0                                       |                                         |
| 67.                                     | 24 augustus 2005                        | Iran – Libië                            | 4 – 0                                   | Vriendschappelijk                       | 2                                       |                                         |
| 68.                                     | 12 oktober 2005                         | Zuid-Korea – Iran                       | 2 – 0                                   | Vriendschappelijk                       | 0                                       |                                         |
| 69.                                     | 11 november 2005                        | Iran – Togo                             | 2 – 0                                   | Vriendschappelijk                       | 0                                       |                                         |
| Als speler bij Sharjah SC               |                                         |                                         |                                         |                                         |                                         |                                         |
| 70.                                     | 22 februari 2006                        | Iran – Chinees Taipei                   | 4 – 0                                   | Kwalificatie Azië Cup 2007              | 0                                       |                                         |
| 71.                                     | 1 maart 2006                            | Iran – Costa Rica                       | 3 – 2                                   | Vriendschappelijk                       | 0                                       |                                         |
| 72.                                     | 28 mei 2006                             | Kroatië – Iran                          | 2 – 2                                   | Vriendschappelijk                       | 0                                       |                                         |
| 73.                                     | 31 mei 2006                             | Iran – Bosnië en Herzegovina            | 5 – 2                                   | Vriendschappelijk                       | 0                                       |                                         |
| 74.                                     | 11 juni 2006                            | Mexico – Iran                           | 3 – 1                                   | WK 2006                                 | 0                                       |                                         |
| 75.                                     | 17 juni 2006                            | Portugal – Iran                         | 2 – 0                                   | WK 2006                                 | 0                                       |                                         |
| 76.                                     | 21 juni 2006                            | Angola – Iran                           | 1 – 1                                   | WK 2006                                 | 0                                       |                                         |
| Als speler bij CA Osasuna               |                                         |                                         |                                         |                                         |                                         |                                         |
| 77.                                     | 8 augustus 2006                         | Iran – Verenigde Arabische Emiraten     | 1 – 0                                   | Vriendschappelijk                       | 0                                       |                                         |
| 78.                                     | 16 augustus 2006                        | Iran – Syrië                            | 1 – 1                                   | Kwalificatie Azië Cup 2007              | 1                                       |                                         |
| 79.                                     | 2 september 2006                        | Zuid-Korea – Iran                       | 1 – 1                                   | Kwalificatie Azië Cup 2007              | 0                                       |                                         |
| 80.                                     | 6 september 2006                        | Syrië – Iran                            | 0 – 2                                   | Kwalificatie Azië Cup 2007              | 1                                       |                                         |
| 81.                                     | 4 oktober 2006                          | Irak – Iran                             | 0 – 2                                   | Vriendschappelijk                       | 0                                       |                                         |
| 82.                                     | 11 oktober 2006                         | Chinees Taipei – Iran                   | 0 – 2                                   | Kwalificatie Azië Cup 2007              | 0                                       |                                         |
| 83.                                     | 15 november 2006                        | Iran – Zuid-Korea                       | 2 – 0                                   | Kwalificatie Azië Cup 2007              | 0                                       |                                         |
| 84.                                     | 7 februari 2007                         | Iran – Wit-Rusland                      | 2 – 2                                   | Vriendschappelijk                       | 0                                       |                                         |
| 85.                                     | 24 maart 2007                           | Qatar – Iran                            | 0 – 1                                   | Vriendschappelijk                       | 0                                       |                                         |
| 86.                                     | 3 juni 2007                             | Mexico – Iran                           | 4 – 0                                   | Vriendschappelijk                       | 0                                       |                                         |
| 87.                                     | 2 juli 2007                             | Iran – Jamaica                          | 8 – 1                                   | Vriendschappelijk                       | 2                                       |                                         |
| 88.                                     | 11 juli 2007                            | Oezbekistan – Iran                      | 1 – 2                                   | Azië Cup                                | 0                                       |                                         |
| 89.                                     | 15 juli 2007                            | China – Iran                            | 2 – 2                                   | Azië Cup                                | 1                                       |                                         |
| 90.                                     | 18 juli 2007                            | Maleisië – Iran                         | 0 – 2                                   | Azië Cup                                | 1                                       |                                         |
| 91.                                     | 22 juli 2007                            | Zuid-Korea – Iran                       | 0 – 0 (6 – 5 n.s.)                      | Azië Cup                                | 0                                       |                                         |
| 92.                                     | 25 mei 2008                             | Iran – Zambia                           | 3 – 2                                   | Vriendschappelijk                       | 1                                       |                                         |
| 93.                                     | 2 juni 2008                             | Iran – Verenigde Arabische Emiraten     | 0 – 0                                   | Kwalificatie WK 2010                    | 0                                       |                                         |
| 94.                                     | 7 juni 2008                             | Verenigde Arabische Emiraten – Iran     | 0 – 1                                   | Kwalificatie WK 2010                    | 0                                       |                                         |
| 95.                                     | 14 juni 2008                            | Syrië – Iran                            | 0 – 2                                   | Kwalificatie WK 2010                    | 0                                       |                                         |
| 96.                                     | 22 juni 2008                            | Iran – Koeweit                          | 2 – 0                                   | Kwalificatie WK 2010                    | 1                                       |                                         |
| 97.                                     | 6 september 2008                        | Saoedi-Arabië – Iran                    | 1 – 1                                   | Kwalificatie WK 2010                    | 1                                       |                                         |
| 98.                                     | 15 oktober 2008                         | Iran – Noord-Korea                      | 2 – 1                                   | Kwalificatie WK 2010                    | 1                                       |                                         |
| 99.                                     | 19 november 2008                        | Verenigde Arabische Emiraten – Iran     | 1 – 1                                   | Kwalificatie WK 2010                    | 0                                       |                                         |
| 100.                                    | 17 december 2008                        | Ecuador – Iran                          | 1 – 0                                   | Vriendschappelijk                       | 0                                       |                                         |
| 101.                                    | 12 februari 2009                        | Iran – Zuid-Korea                       | 1 – 1                                   | Kwalificatie WK 2010                    | 1                                       |                                         |
| 102.                                    | 28 maart 2009                           | Iran – Saoedi-Arabië                    | 1 – 2                                   | Kwalificatie WK 2010                    | 0                                       |                                         |
| 103.                                    | 10 juni 2009                            | Iran – Verenigde Arabische Emiraten     | 1 – 0                                   | Kwalificatie WK 2010                    | 0                                       |                                         |
| 104.                                    | 17 juni 2009                            | Zuid-Korea – Iran                       | 1 – 1                                   | Kwalificatie WK 2010                    | 0                                       |                                         |
| 105.                                    | 12 augustus 2009                        | Bosnië en Herzegovina – Iran            | 2 – 3                                   | Vriendschappelijk                       | 0                                       |                                         |
| 106.                                    | 5 september 2009                        | Oezbekistan – Iran                      | 0 – 0                                   | Vriendschappelijk                       | 0                                       |                                         |
| 107.                                    | 14 november 2009                        | Iran – Jordanië                         | 1 – 0                                   | Kwalificatie Azië Cup 2011              | 1                                       |                                         |
| 108.                                    | 18 november 2009                        | Iran – Macedonië                        | 1 – 1                                   | Vriendschappelijk                       | 0                                       |                                         |
| 109.                                    | 3 maart 2010                            | Iran – Thailand                         | 1 – 0                                   | Kwalificatie Azië Cup 2011              | 1                                       |                                         |
| 110.                                    | 11 augustus 2010                        | Armenië – Iran                          | 1 – 3                                   | Vriendschappelijk                       | 0                                       |                                         |
| 111.                                    | 3 september 2010                        | China – Iran                            | 0 – 2                                   | Vriendschappelijk                       | 0                                       |                                         |
| 112.                                    | 7 september 2010                        | Zuid-Korea – Iran                       | 0 – 1                                   | Vriendschappelijk                       | 0                                       |                                         |
| 113.                                    | 7 oktober 2010                          | Brazilië – Iran                         | 3 – 0                                   | Vriendschappelijk                       | 0                                       |                                         |
| 114.                                    | 28 december 2010                        | Qatar – Iran                            | 0 – 0                                   | Vriendschappelijk                       | 0                                       |                                         |
| 115.                                    | 2 januari 2011                          | Angola – Iran                           | 0 – 1                                   | Vriendschappelijk                       | 1                                       |                                         |
| 116.                                    | 11 januari 2011                         | Irak – Iran                             | 1 – 2                                   | Azië Cup                                | 0                                       |                                         |
| 117.                                    | 15 januari 2011                         | Noord-Korea – Iran                      | 0 – 1                                   | Azië Cup                                | 0                                       |                                         |
| 118.                                    | 22 januari 2011                         | Zuid-Korea – Iran                       | 1 – 0                                   | Azië Cup                                | 0                                       |                                         |
| 119.                                    | 2 september 2011                        | Iran – Indonesië                        | 3 – 0                                   | Kwalificatie WK 2014                    | 2                                       |                                         |
| 120.                                    | 6 september 2011                        | Qatar – Iran                            | 1 – 1                                   | Kwalificatie WK 2014                    | 0                                       |                                         |
| 121.                                    | 5 oktober 2011                          | Iran – Palestina                        | 7 – 0                                   | Kwalificatie WK 2014                    | 1                                       |                                         |
| 122.                                    | 11 oktober 2011                         | Iran – Bahrein                          | 6 – 0                                   | Kwalificatie WK 2014                    | 0                                       |                                         |
| 123.                                    | 11 november 2011                        | Bahrein – Iran                          | 1 – 1                                   | Kwalificatie WK 2014                    | 0                                       |                                         |
| 124.                                    | 15 november 2011                        | Indonesië – Iran                        | 1 – 4                                   | Kwalificatie WK 2014                    | 1                                       |                                         |
| 125.                                    | 29 februari 2012                        | Iran – Qatar                            | 2 – 2                                   | Kwalificatie WK 2014                    | 0                                       |                                         |
| 126.                                    | 27 mei 2012                             | Albanië – Iran                          | 1 – 0                                   | Vriendschappelijk                       | 0                                       |                                         |
| 127.                                    | 3 juni 2012                             | Oezbekistan – Iran                      | 0 – 1                                   | Kwalificatie WK 2014                    | 0                                       |                                         |
| 128.                                    | 12 juni 2012                            | Iran – Qatar                            | 0 – 0                                   | Kwalificatie WK 2014                    | 0                                       |                                         |
| Als speler bij Esteghlal FC             |                                         |                                         |                                         |                                         |                                         |                                         |
| 129.                                    | 15 augustus 2012                        | Tunesië – Iran                          | 2 – 2                                   | Vriendschappelijk                       | 0                                       |                                         |
| 130.                                    | 5 september 2012                        | Jordanië – Iran                         | 0 – 0                                   | Vriendschappelijk                       | 0                                       |                                         |
| 131.                                    | 11 september 2012                       | Libanon – Iran                          | 1 – 0                                   | Kwalificatie WK 2014                    | 0                                       |                                         |
| 132.                                    | 16 oktober 2012                         | Iran – Zuid-Korea                       | 1 – 0                                   | Kwalificatie WK 2014                    | 1                                       |                                         |
| 133.                                    | 14 november 2012                        | Iran – Oezbekistan                      | 0 – 1                                   | Kwalificatie WK 2014                    | 0                                       |                                         |
| 134.                                    | 6 februari 2013                         | Iran – Libanon                          | 5 – 0                                   | Kwalificatie Azië Cup 2015              | 2                                       |                                         |
| 135.                                    | 26 maart 2013                           | Koeweit – Iran                          | 1 – 1                                   | Kwalificatie Azië Cup 2015              | 0                                       |                                         |
| 136.                                    | 4 juni 2013                             | Qatar – Iran                            | 0 – 1                                   | Kwalificatie WK 2014                    | 0                                       |                                         |
| 137.                                    | 11 juni 2013                            | Iran – Libanon                          | 4 – 0                                   | Kwalificatie WK 2014                    | 2                                       |                                         |
| 138.                                    | 18 juni 2013                            | Zuid-Korea – Iran                       | 0 – 1                                   | Kwalificatie WK 2014                    | 0                                       |                                         |
| 139.                                    | 15 oktober 2013                         | Iran – Thailand                         | 2 – 1                                   | Kwalificatie Azië Cup 2015              | 0                                       |                                         |
| 140.                                    | 15 november 2013                        | Thailand – Iran                         | 0 – 3                                   | Kwalificatie Azië Cup 2015              | 0                                       |                                         |
| 141.                                    | 19 november 2013                        | Libanon – Iran                          | 1 – 4                                   | Kwalificatie Azië Cup 2015              | 1                                       |                                         |
| Als speler bij Kuwait SC                |                                         |                                         |                                         |                                         |                                         |                                         |
| 142.                                    | 5 maart 2014                            | Iran – Guinee                           | 1 – 2                                   | Vriendschappelijk                       | 0                                       |                                         |
| 143.                                    | 26 mei 2014                             | Montenegro – Iran                       | 0 – 0                                   | Vriendschappelijk                       | 0                                       |                                         |
| 144.                                    | 30 mei 2014                             | Angola – Iran                           | 1 – 1                                   | Vriendschappelijk                       | 0                                       |                                         |
| 145.                                    | 8 juni 2014                             | Trinidad en Tobago – Iran               | 0 – 2                                   | Vriendschappelijk                       | 0                                       |                                         |
| 146.                                    | 16 juni 2014                            | Iran – Nigeria                          | 0 – 0                                   | WK 2014                                 | 0                                       |                                         |
| 147.                                    | 21 juni 2014                            | Argentinië – Iran                       | 1 – 0                                   | WK 2014                                 | 0                                       |                                         |
| 148.                                    | 25 juni 2014                            | Bosnië en Herzegovina – Iran            | 3 – 1                                   | WK 2014                                 | 0                                       |                                         |
| 149.                                    | 18 november 2014                        | Iran – Zuid-Korea                       | 1 – 0                                   | Vriendschappelijk                       | 0                                       |                                         |
| 150.                                    | 11 januari 2015                         | Iran - Bahrein                          | 2 - 0                                   | Azië Cup 2015                           | 0                                       |                                         |

Laatst bijgewerkt op 25 mei 2015.